# Cordt Wolters
Cordt Wolters, auch Konrad Wolters (* in Peine; † 17. März 1591 in Lübeck) war Ratsherr der Hansestadt Lübeck und Unteradmiral der Lübecker Flotte.
Wolters war Mitglied der Lübecker Bergenfahrer und wurde 1564 in den Rat der Stadt Lübeck erwählt. 1566 war er als Unteradmiral der Lübecker Flotte unter ihrem Befehlshaber, dem Lübecker Bürgermeister und Admiral Bartholomeus Tinnappel vor Gotland auf dem Lübecker Admiralschiff im Einsatz und nahm an dem Seegefecht des Dreikronenkriegs mit der schwedischen Flotte zwischen Öland und Gotland im Juli 1566 teil.  Am 19. Juli 1566 sank sein Schiff mit einer großen Anzahl weiterer Kriegsschiffe der Lübecker Flotte, weil der Ankerplatz für das Wetter ungünstig gewählt war. Wolters konnte im Gegensatz zu Tinnappel allerdings nach dessen Schiffbruch gerade noch gerettet werden. Von 1589 bis 1590 war Wolters Kämmereiherr der Stadt.
Er war Vorsteher der Aegidienkirche, deren Woltersen-Kapelle auf ihn und das dortige Erbbegräbnis der Familie Wolters zurückgeht. Wolters war zweimal verheiratet und bewohnte in Lübeck 1583–1591 das Haus Mengstraße 42. Von seinem Haus ist zumindest der Seitenflügel mit späteren Deckenmalereien des 17. Jahrhunderts noch erhalten, straßenseitig wurde das Haus im 19. Jahrhundert klassizistisch überformt.